# Pico do Arieiro
Pico do Arieiro je hora na ostrově Madeira v Portugalsku. S výškou 1818 m je na ostrově třetím nejvyšším vrcholem, hned za Pico Ruivo (1861 m) a Pico das Torres (1853 m). Vrchol hory je přístupný po silnici a je celkem plochý.

## Výhled z vrcholu
Za dobrého počasí je z vrcholu Pico do Arieiro vidět ostrov Porto Santo, východní výběžek ostrova Madeira zvaný Ponta de São Lourenço a ostrovy Desertas, přímo shora je výhled na část Údolí jeptišek (Curral das Freiras). Na tři světové strany je výhled na oceán, západním směrem vidíme náhorní plošinu Paul da Serra. Při cestě na Pico do Arieiro se těsně pod vrcholem objeví výhled na Funchal.

## Turismus
Na vrcholu se nachází restaurace, prodejna suvenýrů, vyhlídka, velké parkoviště a radar NATO. Vychází odtud turistický chodník na vzdušnou čarou 3,5 km vzdálený vrchol Pico Ruivo (2,5 hod.). Překonávají se při tom stovky metrů výškového rozdílu převážně po schodech a kolísavým charakterem. Cesta také prochází několika neosvětlenými tunely a vede po okraji několik set metrů hlubokých propastí. V odpoledních hodinách zde téměř pravidelně padá hustá mlha. Přes obtížnost se na tuto cestu někdy vydává až několik tisíc turistů denně. Někteří se však nevracejí zpět, ale pokračují k Achada do Teixeira, kudy již vede silnice.
V zimních měsících někdy na vrchol napadne sníh, který se neudrží dlouho. Pro obyvatele ostrova se jedná o atrakci, která je důvodem k výletům na Pico do Arieiro.

## Galerie

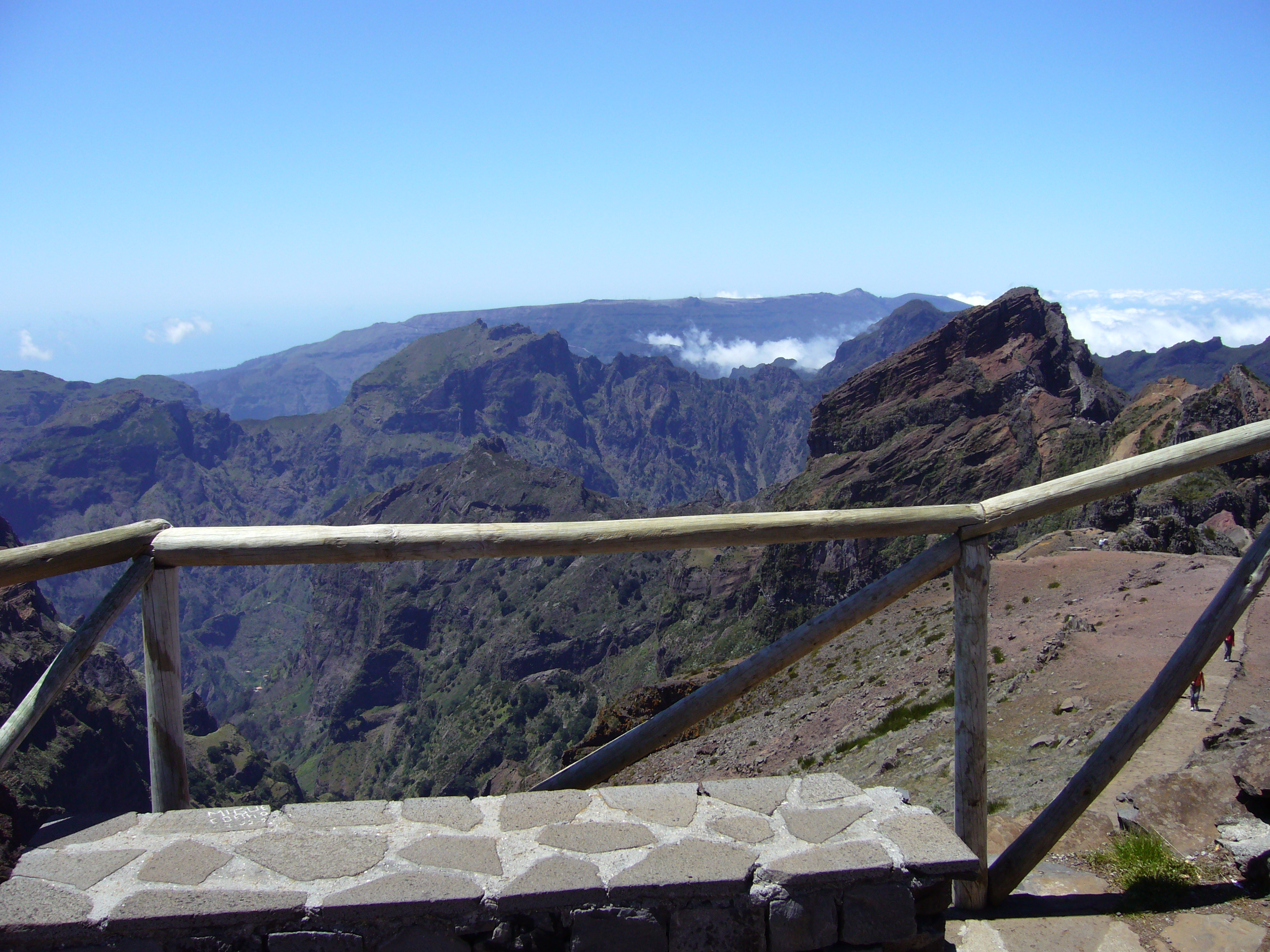
Pico do Arieiro. Dole vlevo konec Údolí jeptišek - Curral das Freiras.
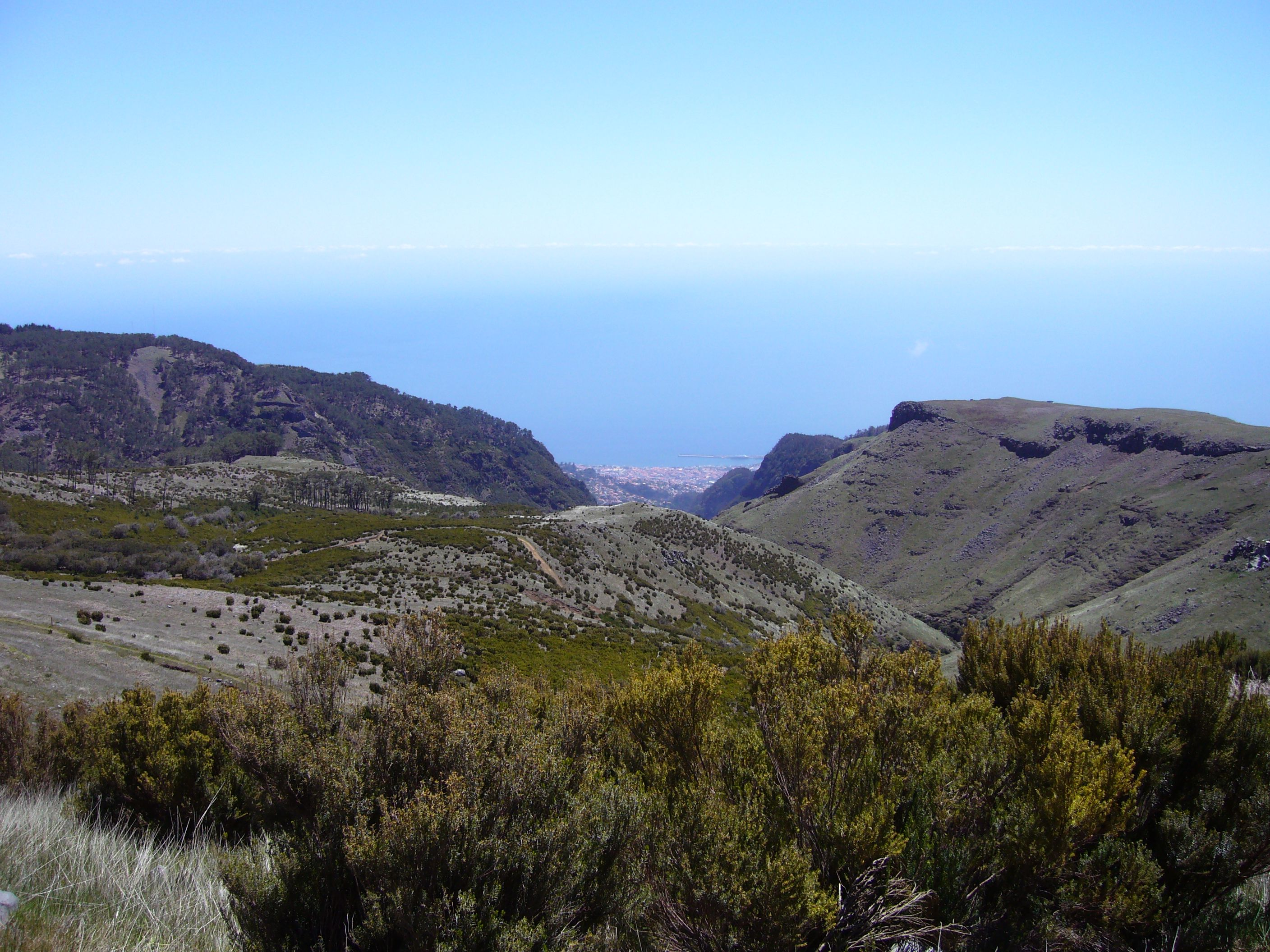
Při cestě na vrchol Pico do Arieiro zahlédneme Funchal.